# 拉夫里夫 (舊桑博爾區)
49°23′23″N 22°52′20″E / 49.38972°N 22.87222°E
拉夫里夫（烏克蘭語：Лаврів），是烏克蘭西部的村莊，隸屬利維夫州的桑比爾區。該村處於利寧卡河畔，始建於1291年，面積3.42平方公里，海拔高度507米，2001年人口461。